# Barry Gordon
Barry Gordon, född 21 december 1948 i Brookline, Massachusetts, är en amerikansk röstskådespelare. Vid sex års ålder spelade Gordon in låten "Nuttin' for Christmas", 1955. Låten blev sedan #6 på Billboardlistan under julåret. Gordon är känd för en röst till Donatello och Bebop i Teenage Mutant Ninja Turtles.
Han var ordförande för fackföreningen Screen Actors Guild 1988–1995.

## Filmografi i urval
- 1956 – Flickan rår inte för det
- 1962 – Tryckpunkten
- 1987-1996 : Teenage Mutant Ninja Turtles - Donatello, Bebop, Seisure[2]